# Ptychobiosis neboissi
Ptychobiosis neboissi là một loài Trichoptera trong họ Hydrobiosidae. Chúng phân bố ở miền Australasia.